# Battaglia di Talana Hill
La battaglia di Talana Hill è uno scontro militare combattuto tra il 20 ottobre 1899 tra le truppe dell'Impero britannico e l'esercito della repubblica del Transvaal, nell'ambito della Seconda guerra boera.

## Descrizione
Il 13 ottobre 1899 alcuni commando boeri avevano attaccato una guarnigione britannica impadronendosi delle scorte di un treno militare nella battaglia di Kraaipan.
Una settimana dopo si ebbe il primo vero scontro militare, ovvero un attacco frontale della fanteria britannica sostenuta dall'artiglieria. La vittoria finale andò agli inglesi, che tuttavia ebbero perdite molto più gravi del previsto, tra i caduti vi fu anche il comandante delle truppe Sir William Penn Symons.